# Se Canta
Se Canta – regionalny hymn Oksytanii. Jest to jednocześnie popularna oksytańska pieśń, którą napisał Gaston III Fébus (1331-1391), hrabia Foix i Bearn.
Oficjalny status oksytańskiego hymnu pieśń posiada jedynie w hiszpańskim regionie Val d'Aran. Wykonanie Se Canta było jednym z elementów ceremonii otwarcia zimowych igrzysk olimpijskich w Turynie w 2006.

## Tekst
Dejós ma fenèstra

I a un auselon

Tota la nuèch canta,

Canta sa cançon

Se canta, que cante,

Canta pas per ieu,

Canta per ma mia

Qu'es al luènh de ieu.

Aquelas montanhas

Que tan nautas son,

M'empachan de veire

Mas amors ont son.

Baissatz-vos, montanhas

Planas, auçatz-vos

Per que pòsca veire

Mas amors ont son.

Aquelas montanhas

Tant s'abaissaràn,

Que mas amoretas

Se raprocharàn.